# Elysius disciplaga
Elysius disciplaga là một loài bướm đêm thuộc phân họ Arctiinae, họ Erebidae.